# Kabinett İnönü III
Das Kabinett İnönü III war die vierte Regierung der Türkei, die vom 3. März 1925 bis zum 1. November 1927 von İsmet İnönü geführt wurde.
Bei den Wahlen im Juni 1923 war nur die Müdâfaa-i hukuk cemiyetleri zugelassen, die im September 1923 zur Halk Fırkası (ab November 1924 Cumhuriyet Halk Fırkası, ab 1935 Cumhuriyet Halk Partisi) umbenannt wurde. Nach der Flucht des Sultans verabschiedete die Große Nationalversammlung der Türkei am 29. Oktober 1923 eine Verfassungsänderung, erklärte die Türkei zur Republik und den Präsidenten zum Staatsoberhaupt. Zum ersten Präsidenten wurde Mustafa Kemal Atatürk gewählt, der İsmet İnönü zum Ministerpräsidenten ernannte.:38 ff.
Nachdem Sultanat und Kalifat abgeschafft worden waren, fühlte sich die Minderheit der „Osmanisten“ in der HF an den Rand gedrängt. 32 Abgeordnete traten aus der Halk Fırkası aus und gründeten die Terakkiperver Cumhuriyet Fırkası (TCF). Anders als die HF setzte sich die TCP zwar auch für Nationalismus und Säkularismus ein, wollte aber weniger Zentralismus und Autoritarismus und weniger radikale Reformen im Einklang mit den Traditionen des Landes. Der Zuspruch in den Großstädten des Landes für die neue Partei war so groß, dass sich Atatürk zu schnellem Handeln entschloss: Er entließ İnönü und berief den liberalen Fethi Okyar zum neuen Ministerpräsidenten.:40
Nachdem Atatürk zum Jahreswechsel 1923/24 die kurdische Sprache in der Öffentlichkeit verboten und Kurdenführer nach Westanatolien verbannt hatte, brach im Februar 1925 ein Kurdenaufstand unter Führung von Scheich Said aus. Erneut reagierte Atatürk schnell: Er verbot die TCF wegen „Unterstützung der Rebellion und Ausnutzung religiöser Gefühle für politische Zwecke“ und ließ den Aufstand der Kurden niederschlagen. Okyar wurde entlassen und İnönü erneut Regierungschef.:40 Atatürks CHF war damit wieder die einzige Partei im Parlament.
In der Folgezeit wurden eine Vielzahl von Reformgesetzen erarbeitet: Wallfahrtsgrabstätten und Derwischkonvente wurden geschlossen, die muslimischen Ordensbruderschaften verboten. Außer der regierungsnahen Cumhuriyet und dem Regierungsblatt Hakimiyet-i Milliye mussten alle Zeitungen eingestellt werden. Der Fes wurde verboten. Zur Durchsetzung wurden die „Unabhängigkeits-Tribunale“ genutzt, die zahllose Verhaftungen und über 600 Hinrichtungen erließen. Zivil-, Straf-, Handels- und Wirtschaftsrecht wurden nach europäischem Recht reformiert. Außerdem wurden die Rahmenbedingungen im Finanz- und Bankensektor umfassend reformiert. Der Rumi-Kalender wurde abgeschafft und der gregorianische Kalender als „Internationaler Kalender“ mit den Monatsnamen des Rumi-Kalenders eingeführt.:40 f.
Am 1. November 1927 wurde Mustafa Kemal Atatürk von der türkischen Nationalversammlung zum dritten Mal zum Staatspräsidenten gewählt. İsmet İnönü trat in der Folge pro forma zurück und bildete sein Kabinett neu.

## Regierung
| Titel                                   | Name                                            | Partei | Amtszeit                                                              |
| --------------------------------------- | ----------------------------------------------- | ------ | --------------------------------------------------------------------- |
| Ministerpräsident                       | İsmet İnönü                                     | CHF    |                                                                       |
| Justizminister                          | Mahmut Esat Bozkurt                             | CHF    |                                                                       |
| Verteidigungsminister                   | Recep Peker                                     | CHF    |                                                                       |
| Innenminister                           | Cemil Uybadın                                   | CHF    |                                                                       |
| Außenminister                           | Tevfik Rüştü Aras                               | CHF    |                                                                       |
| Finanzminister                          | Hasan Saka Abdülhalik Renda                     | CHF    | 3. März 1925 – 13. Juli 1926 13. Juli 1926 – 1. November 1927         |
| Bildungsminister                        | Hamdullah Suphi Tanrıöver Mustafa Necati Uğural | CHF    | 3. März 1925 – 21. Dezember 1925 21. Dezember 1925 – 1. November 1927 |
| Minister für öffentliche Arbeiten       | Süleyman Sırrı Ara Behiç Erkin                  | CHF    | 3. März 1925 – 16. Dezember 1925 14. Januar 1926 – 1. November 1927   |
| Minister für Gesundheit und Sozialhilfe | Refik Saydam                                    | CHF    |                                                                       |
| Minister für Handel                     | Ali Cenani Rahmi Köken                          | CHF    | 3. März 1925 – 17. Mai 1926 17. Mai 1926 – 1. November 1927           |
| Minister für Landwirtschaft             | Mehmet Sabri Toprak                             | CHF    |                                                                       |
| Marineminister                          | İhsan Eryavuz                                   | CHF    |                                                                       |